# محمد ورسمي علي
محمد ورسمي علي "كيميكو" (بالصومالية: Maxamed Warsame Cali "Kiimiko")‏ (1937 - 6 مايو 2019) سياسي ودبلوماسي صومالي المؤسس والرئيس الأول لولاية غلمدغ في الصومال، انتخب رئيسا للولاية في 14 أغسطس 2006.
شغل مناصب دبلوماسية مختلفة في الصومال منذ الاستقلال عام 1960، أبرزها عمله سفيرا لدى الولايات المتحدة عام 1980.

## الحكومة الاتحادية الانتقالية
في ظل الحكومة الفيدرالية الانتقالية شغل ورسمي عددًا من المناصب، من ضمنها وزير التجارة في عام 2000 ووزير الأشغال العامة في عام 2003، ووزير الرياضة في أوائل عام 2006.
توفي في 6 مايو 2019 في نيروبي بعد معاناة مع المرض